# Stjepan Kljuić
Stjepan Kljuić (Szarajevó, 1939. december 19.) boszniai horvát író, újságíró, egykori boszniai horvát politikus, a boszniai háború előtt és alatt a Bosznia-Hercegovinai Köztársaság elnökségének horvát tagja. A Bosznia-Hercegovinai Horvát Demokratikus Közösség elnöke. Az alapítástól, 1992-től 1997-ig Kljuić volt a Bosznia-Hercegovinai Olimpiai Bizottság első elnöke is.

## Élete és pályafutása
A Szarajevói Egyetem Filozófiai Karán tanult. 1965-től 1971-ig újságíróként dolgozott Oslobođenjében, majd a zágrábi „Vjesnik” folyóirat szarajevói tudósítója volt. A boszniai háború alatt, 1990 és 1996 között bosznia-hercegovinai elnökség horvát tagja, valamint 1990-ben a Horvát Demokratikus Közösség (HDZ BiH) párt alapító tagja és második elnöke volt. A HDZ BiH elnökeként tiltakozott az ellen, hogy a horvátok támogassák Alija Izetbegović megválasztott kormányát. A HDZ központi vezetése azonban Zágrábban nyomást gyakorolt Herceg-Bosznia helyi vezetésére, hogy menesszék őt vezetői pozíciójából. Helyére Milenko Brkić került.
A Bosznia-Hercegovinai Olimpiai Bizottság 1992-es megalapításakor Kljuićot választották meg a bizottság első elnökévé. 1994-ben megalapította saját pártját, a többnemzetiségű Boszniát támogató Republikánus Pártot. A 2002-es általános választáson a párt horvát elnökjelöltjeként indult, de nem választották meg. Később részt vett az korábbi Jugoszlávia területén elkövetett háborús bűnöket kivizsgáló Nemzetközi Törvényszék (ICTY) eljárásában.

## Fő művei
- Ferhatović majstor driblinga, Sarajevo, 1964.
- Želja za pobjedom (romantikus életrajz), 1971.
- Junaci iz Los Angelesa (rádiódráma), 1984.)
- Cahrinomanuš (televíziós dráma), 1986.)
- Elbeszélések, útleírások, publicisztikai munkák – különböző folyóiratokban.

## Fordítás
Ez a szócikk részben vagy egészben  a   Stjepan Kljuić című angol Wikipédia-szócikk ezen változatának fordításán alapul.  Az eredeti cikk szerkesztőit annak laptörténete sorolja fel. Ez a jelzés csupán a megfogalmazás eredetét és a szerzői jogokat jelzi, nem szolgál a cikkben szereplő információk forrásmegjelöléseként.